# Креја
Креја, или сојка или шојка (лат. Garrulus glandarius, 1758), омања је птица из породице врана са крилима прекривеним плаво-црним перима и надрепком беле боје. Живи у лишћарским и мешовитим шумама, парковима и воћњацима. Распрострањена је у Евроазији, станарица која се ретко окупља у јата од неколико десетина примерака). Дужина тела се креће између 32 и 35 cm.

## Таксономија и систематика
Креја је једна од многих врста које је описао шведски научник Карл фон Лине (Carl Linnaeus) у свом делу Systema Naturae и према сличности са другим вранама је именовао Corvus glandarius. Назив рода Garrulus на латинском значи бучан, а назив glandarius се односи на жирове који представљају главни извор хране. 
Према Madge & Burn (1994) постоје 33 подврсте које су разврстане у 8 категорија:
- група (9 подврста у Европи)
- група (3 подврсте у северној Африци)
- група (4 подврсте на Блиском истоку, Криму и Турској)
- подврста (Иран)
- група (4 подврсте у Сибиру и северном Јапану)
- група (2 подврсте у југоисточној Азији])
- група (6 подврста у области Хималаја)
- група (4 подврсте на јужним јапанским острвима)

## Распрострањење и станиште
Ове птице настањују мешовите шуме у којима доминира храст. Последњих година јединке ове врсте су почеле да мигрирају у урбане пределе, вероватно због изражене ерозије шумског станишта. Сматра се да су креје биле главне заслужне за ширење храста лужњака.

## Понашање и екологија
Најчешће се оглашава гласним, крештавим тоном којим упозорава на предаторе, али је позната по опонашању звукова других птица па је често тешко препознати је уколико се не види. 
Храни се разним врстама бескичмењака од којих су већина инсекти, жировима, семеном и воћем, најчешће боровницама.
- Креја у крошњи
- Креја у Спомен парку Бубањ, Ниш
- Креја на дрвету
- Креја
- Јаја креје (Garrulus glandarius)